# 沃克氏魮
沃克氏魮（学名：Barbus walkeri）為輻鰭魚綱鯉形目鯉科的其中一個種。

## 分布
本魚分布於非洲迦納西北部的河流。

## 特徵
本魚體修長，體色呈金褐色，魚鱗錯落有致。側腹有三塊間距相等的黑斑，背鰭的正下方另外有一個清晰的黑斑。魚體前部的的兩個黑斑，由一道「Z」字型線連結起來。嘴和眼都很大，背鰭上有幾個小黑點，鰓蓋則是金黃色中透紅。背鰭軟條11枚；臀鰭軟條8枚。體長可達10公分。

## 生態
本魚棲息在淡水的溪流中，性情溫和，屬雜食性。

## 經濟利用
為觀賞性魚類。